# Timino
Timino (ros. Тимино) – wieś (ros. деревня, trb. dieriewnia) w rejonie tarskim obwodu omskiego w Rosji, w gminie wiejskiej souskanowskiej. W 2002 roku zamieszkana przez 79 osób. Miejscowość znajduje się w pobliżu miejsca, w którym rzeka Ik uchodzi do Oszy.
Timino zostało założone w 1817 roku przez osadników rosyjskich. W 1926 roku składało się z 47 domów, w których mieszkały 263 osoby.